# Босс боссов
«Босс боссов» (итал. capo di tutti capi) — фраза, используемая сицилийской и американской мафией для обозначения босса самой влиятельной мафиозной семьи. 
Фраза используется нечасто, поскольку может создать определённую напряжённость во взаимоотношениях между различными семьями. Прямой перевод оригинальной фразы «capo di tutti capi» на русский язык — «глава всех глав» — является более точным и дословным, чем перевод "Босс боссов" на английский («capo» — итал. «голова»).
Хотя собственно мафия со времён Сальваторе Маранцано не объявляла никого «боссом боссов», в США пресса к таковым относит боссов наиболее влиятельных семей: в 1960—1990-е годы это была семья Гамбино, и соответственно, её боссы — Карло Гамбино, Пол Кастеллано и позднее Джон Готти — считались «capo di tutti capi».
В более влиятельной сицилийской коза ностра «боссом боссов» долгое время является глава семьи Корлеоне из города Корлеоне (провинция Палермо, Италия). В 1970—1980-х годах это был Сальваторе Риина, затем, после заключения в тюрьму в 1993 году, — его заместитель Бернардо Провенцано. В апреле 2006 года Провенцано также был арестован, а его преемником в звании «босса боссов» стал либо Маттео Мессина Денаро, либо Сальваторе Ло Пикколо (арестован 5 ноября 2007 года).
В наиболее влиятельной в начале XXI века итальянской преступной группировке, калабрийской Ндрангете, сицилийскому capo di tutti capi примерно соответствует должность капо кримине, но из-за того, что Ндрангета, в отличие от мафии не имеет строгой вертикальной иерархии, а представляет собой конфедерацию преступных семей (locali), его полномочия значительно скромнее. Согласно показаниям бывшего члена Ндрангеты Чезаре Полифрони, такой главарь избирается на ежегодных собраниях (crimini), проходящих с начала 1950-х годов, когда отдельные калабрийские группировки решили по образцу сицилийцев координировать свои действия, у часовни Мадонны дель Польси в горах Аспромонте (ит.), близ городка Сан-Лука.
На этих совещаниях, проходящих в сентябре—октябре, каждый капо локале предоставляет отчёт о проделанной работе, в том числе о похищениях людей и убийствах на контролируемой его семьёй территории, а в обязанности избираемого сроком на год капо кримине входит улаживание конфликтов между семьями.